# Elizabeth (Colorado)
Elizabeth és una població dels Estats Units a l'estat de Colorado. Segons el cens del 2000 tenia 1.434 habitants.

## Demografia
Segons el cens del 2000, Elizabeth tenia 1.434 habitants, 496 habitatges, i 380 famílies. La densitat de població era de 643,8 habitants per km².
Dels 496 habitatges en un 47,2% hi vivien nens de menys de 18 anys, en un 60,3% hi vivien parelles casades, en un 11,7% dones solteres, i en un 23,2% no eren unitats familiars. En el 16,9% dels habitatges hi vivien persones soles el 4% de les quals corresponia a persones de 65 anys o més que vivien soles. El nombre mitjà de persones vivint en cada habitatge era de 2,89 i el nombre mitjà de persones que vivien en cada família era de 3,27.
Per edats la població es repartia de la següent manera: un 33,3% tenia menys de 18 anys, un 9,7% entre 18 i 24, un 36,5% entre 25 i 44, un 16,4% de 45 a 60 i un 4,2% 65 anys o més.
L'edat mediana era de 30 anys. Per cada 100 dones de 18 o més anys hi havia 99,8 homes.
La renda mediana per habitatge era de 49.596 $ i la renda mediana per família de 51.902 $. Els homes tenien una renda mediana de 38.875 $ mentre que les dones 25.066 $. La renda per capita de la població era de 18.902 $. Entorn del 7,8% de les famílies i el 9,2% de la població estaven per davall del llindar de pobresa.

## Poblacions més properes
El següent diagrama mostra les poblacions més properes.